# 6018 Pierssac
6018 Pierssac è un asteroide della fascia principale. Scoperto nel 1991, presenta un'orbita caratterizzata da un semiasse maggiore pari a 2,2717697 UA e da un'eccentricità di 0,1276139, inclinata di 6,14750° rispetto all'eclittica.
L'asteroide è dedicato all'astronauta anglo-americano Piers Sellers.